# Oakdale (Kalifornija)
Oakdale je grad u američkoj saveznoj državi Kalifornija. Prema popisu stanovništva iz 2010. u njemu je živjelo 20.675 stanovnika.